# نبرد دمشق (۱۹۴۱)
نبرد دمشق (انگلیسی: Battle of Damascus) نخستین جنگی است که در تاریخ ۲۱ ژوئن ۱۹۴۱ ضمن کارزار سوری لبنانی، نیروهای متفقین خلال جنگ جهانی دوم برای تسلط بر سوریه و بیرون‌راندن نیروهای فرانسه ویشی وفادار به آلمان نازی انجام دادند.